# 수페르코파 리베르타도레스
수페르코파 리베르타도레스(스페인어: Supercopa Libertadores, 포르투갈어: Supercopa Sul-americana 수페르코파 술아메리카나[*])는 1988년부터 1997년까지 역대 코파 리베르타도레스 우승 팀들을 초청하여 진행한 클럽 축구 대회로 남미 축구 연맹(CONMEBOL)이 대회를 주관했으며 당시 FIFA 회장의 이름을 따서 수페르코파 주앙 아벨란제(Supercopa João Havelange)라고도 불렸다. 수페르코파 리베르타도레스의 우승 팀은 코파 리베르타도레스의 우승팀과 레코파 수다메리카나 경기를 가졌으며 이후 1998년 코파 메르코수르와 코파 메르코노르테가 만들어지면서 폐지되었다.

## 수페르코파 리베르타도레스 참가 팀
| - 아르헨티노스 주니어스 - 보카 주니어스 - 에스투디안테스 - 인데펜디엔테 - 라싱 - 리버 플레이트 - 벨레스 사르스피엘드 - 크루제이루 - 플라멩구 - 그레미우 - 산투스 - 상파울루 - 바스쿠 다 가마¹ | - 나시오날 - 페냐롤 - 콜로-콜로 - 아틀레티코 나시오날 - 올림피아 ¹ 바스쿠 다 가마는 1948년에 열린 캄페오나토 수다메리카노 데 캄페오네스 우승 팀 자격으로 참가. |

## 역대 기록

### 역대 우승 팀
| 연도 | 결승전              | 결승전                | 결승전        |
| 연도 | 우승                | 스코어                | 준우승        |
| ---- | ------------------- | --------------------- | ------------- |
| 1988 | 라싱                | 2 - 1 1 - 1           | 크루제이루    |
| 1989 | 보카 주니어스       | 0 - 0 PSO 5 - 3       | 인데펜디엔테  |
| 1990 | 올림피아            | 3 - 0 3 - 3           | 나시오날      |
| 1991 | 크루제이루          | 0 - 2 3 - 0           | 리버 플레이트 |
| 1992 | 크루제이루          | 4 - 0 0 - 1           | 라싱          |
| 1993 | 상파울루            | 2 - 2 2 - 2 PSO 5 - 3 | 플라멩구      |
| 1994 | 인데펜디엔테        | 1 - 1 1 - 0           | 보카 주니어스 |
| 1995 | 인데펜디엔테        | 2 - 0 0 - 1           | 플라멩구      |
| 1996 | 벨레스 사르스피엘드 | 1 - 0 2 - 0           | 크루제이루    |
| 1997 | 리버 플레이트       | 0 - 0 2 - 1           | 상파울루      |

### 팀별 우승 횟수

#### 2회 우승
- 크루제이루
- 인데펜디엔테

#### 1회 우승
- 보카 주니어스
- 올림피아
- 라싱
- 리버 플레이트
- 상파울루
- 벨레스 사르스피엘드

### 국가별 우승 횟수
- 아르헨티나 6회
- 브라질 3회
- 파라과이 1회

## 같이 보기
- 코파 리베르타도레스
- 레코파 수다메리카나
- 코파 마스테르 데 수페르코파